# SHOCK! (Ayaseの曲)
『SHOCK!』（ショック!）は、Ayaseの楽曲及び3作目の配信限定シングル。2023年1月6日より配信が開始された。

## 背景
前作『飽和/シネマ』から約4か月ぶりとなり、単曲での配信限定シングルのリリースは初となる。
本作は、ソロ活動では自身初となるテレビアニメの主題歌となっており、『Buddy Daddies』のオープニングテーマとして書き下ろされた。

## 収録曲
（全作詞・作曲・編曲: Ayase）
1. SHOCK! [3:00][4]